# Xylocopa erlangeri
Xylocopa erlangeri är en biart som beskrevs av Günther Enderlein 1903. Xylocopa erlangeri ingår i släktet snickarbin, och familjen långtungebin. Inga underarter finns listade i Catalogue of Life.